# Johan Grebongo
Johan Roy Stanley Grebongo (Bangui, 18 gennaio 1994) è un cestista centrafricano.

## Carriera
Con la Rep. Centrafricana ha disputato quattro edizioni dei Campionati africani (2013, 2015, 2017, 2021).